# 다이아몬드 A
다이아몬드 A(일본어: ダイヤのA 다이아노에스[*])는 테라지마 유지의 야구 만화이다. 주간 소년 매거진에서 2006년 제24호부터 2015년 7호까지 제1부로서 연재되었으며, 2015년 제38호부터 제2부(다이아몬드 A actⅡ(일본어: ダイヤのA actⅡ 다이아노에스 앳드 투[*]))로 연재되고 있다. 2013년 10월 6일부터 TV 도쿄 계열에서 TV 애니메이션화되어 방영되었으며, 2015년 4월부터 2016년 3월까지 제2기 다이아몬드 A -세컨드 시즌-(일본어: ダイヤのA -SECOND SEASON- 다이아노에스 -세칸드 시즌-[*])이란 타이틀로 방영, 2019년 4월부터 2020년 3월까지 제3기 다이아몬드 A actⅡ(일본어: ダイヤのA actⅡ 다이아노에스 앳트 투[*])이란 타이틀로 방영되었다.